# Temple protestant de Saint-Germain-en-Laye
Le temple protestant de Saint-Germain-en-Laye est un lieu de culte situé 1 avenue des Loges à Saint-Germain-en-Laye, dans les Yvelines. La paroisse est membre de l'Église protestante unie de France. 
La ville de Saint-Germain-en-Laye et sa communauté protestante sont importants dans l'histoire du protestantisme français, notamment dans le cadre des guerres de Religion. Après avoir occupé au moins une chapelle dans la ville, le temple est bâti par la communauté en 1862.

## Histoire

### Guerres de religion
Saint-Germain-en-Laye est une ville importante dans l'histoire du protestantisme français dès le XVIe siècle. Il s'agit, tout d'abord, de la ville de naissance de la reine protestante de Navarre Jeanne d'Albret, fille de Marguerite de Valois-Angoulême (sœur de François Ier) et mère du futur Henri IV. Elle y naît en 1528.
Alors que la situation des protestants dans le royaume de France se complique, en particulier vis-à-vis de leurs homologues catholiques, des tentatives de conciliation sont entreprises autour de Saint-Germain-en-Laye. Ainsi, en septembre 1561, Théodore de Bèze, théologien calviniste et proche collaborateur de Jean Calvin, dirige une délégation de douze pasteurs et vingt-deux délégués protestants, qui participent, tout d'abord, au colloque de Poissy puis aux conférences de Saint-Germain-en-Laye, des discussions cherchant à apaiser les tensions entre les catholiques et les protestants. Il décrit son arrivée dans la ville de la manière suivante :

« J'ay esté receu avec un fort grand accueil de tous les plus plus grands, qui ne me baillèrent loisir de souper pour les aller trouver. »

Malgré cela, face aux résistances de l'aristocratie et du clergé catholique envers la tolérance religieuse, les discussions s'achèvent par des échecs. Bèze reste lié à l'histoire de la commune, quelques mois plus tard, il est au courant des projets royaux sur la possibilité d'un premier édit dans cette ville. Celui-ci est proclamé le 17 janvier 1562, lorsque la régente Catherine de Médicis, conseillée par le chancelier Michel de L'Hospital, y fait signer au roi Charles IX l’édit de janvier, qui reconnaît officiellement aux protestants le droit de s'assembler pour leur culte dans les faubourgs des villes et à la campagne. Malgré ces poussées vers la tolérance et la paix, les guerres de Religion éclatent quelques mois plus tard après le massacre de Wassy, où les troupes de François de Guise font irruption dans une grange utilisée par les protestants pour prier et y massacrent une cinquantaine de fidèles,.   
Le 8 août 1570, huit ans plus tard, le roi Charles IX met en place l'édit de Saint-Germain, qui met fin à la troisième guerre de Religion. Cet édit est considéré comme l'édit le plus tolérant envers le protestantisme pris par la monarchie française, qui, au contraire des autres édits, y compris l'édit de Nantes, est un édit de tolérance et pas un édit de pacification. Après cet édit, les baptêmes protestants peuvent reprendre de manière officielle,  jusqu'à la révocation de l'édit de Nantes par Louis XIV.  

### Révolution et histoire postérieure
Lors de la Révolution française, que de nombreux pasteurs soutiennent, à l'instar de Rabaut Saint-Étienne ou Jeanbon Saint-André, la liberté de culte est restaurée à travers, en particulier, l'article 10 de la Déclaration des droits de l'homme et du citoyen.

#### Le temple sous Napoléon Peyrat (1844-1881)
En 1844, Napoléon Peyrat est nommé pasteur auxiliaire puis titulaire de la paroisse de Saint-Germain-en-Laye en 1847. Il s'intègre à la vie de la communauté protestante de la ville, par exemple, en participant à de nombreuses funérailles à partir du début de son ministère,, où il lit, entre autres, le psaume 90. Cette paroisse est une petite chapelle qui sert aux protestants de Saint-Germain-en-Laye avant 1856,. À cette époque, on y fait le culte en français et en anglais. Pendant que Napoléon Peyrat est pasteur de la communauté, celle-ci s'implique dans des relations cordiales avec les catholiques, par exemple en soutenant financièrement la restauration de parties de l'église Saint-Germain.
En 1857, pour répondre aux besoins de la communauté qui grandit, Napoléon Peyrat, avec le soutien de l'Église protestante de France et de la mairie de la ville, commence à récolter des fonds pour bâtir l'édifice,. Il se situe sur l'emplacement de l'ancien hôtel de Noailles, détruit sous la monarchie de Juillet, à l'entrée de la ville,. Sa construction se clôt et sa dédicace se déroule le 10 mai 1862,. 
En 1870, pendant le siège de Paris par l'armée prussienne, Napoléon Peyrat doit négocier avec les officiers allemands qui veulent réquisitionner le lieu pour y célébrer leur culte. Il meurt à Saint-Germain le 4 avril 1881, après avoir écrit plusieurs ouvrages de poèmes et d'histoire du protestantisme en France et avoir fait des découvertes archéologiques dans le sud de la France, par exemple en redécouvrant le château de Montségur. 

#### Histoire postérieure
Le mur extérieur du temple est restauré avec le soutien de la mairie au XXIe siècle. Le temple est labellisé Patrimoine d'intérêt régional le 19 novembre 2021,.

#### Pasteurs
Le premier pasteur est Napoléon Peyrat. Entre 2011 et 2022, Julien Coffinet en est le pasteur,. Deux plaques en marbre affichées dans le temple conservent la mémoire des pasteurs successifs.

## Architecture
Le temple est un édifice de style néo-gothique. Il est de plan rectangulaire, à un seul niveau d'élévation. La décoration est sobre, comme le veut l'usage dans les églises réformées. Une plaque en marbre est dédiée « A la mémoire de Jeanne d'Albret, reine de Navarre. Née à St Germain-en-Laye le 16 novembre 1528 morte à paris le 9 juin 1572. Première souveraine qui proclama dans ses États la liberté de conscience et de culte. » Un orgue est installé sur une mezzanine au-dessus de l'entrée.  
La façade est percée d'un portail en plein cintre, précédé de quelques marches et surmonté d'une baie géminée. Une croix nue se dresse au-dessus du pignon. Cette entrée est encadrée par deux petites niches. Le terrain dispose d'un jardin et d'un parking.